# Attentati di Mogadiscio del 29 ottobre 2022
Gli attentati di Mogadiscio del 29 ottobre 2022 sono stati due attacchi terroristici perpetrati dai jihadisti di al-Shabaab che hanno causato 121 morti e, almeno, 318 feriti.

## Antefatti
Il 19 agosto 2022 un commando di terroristi di al-Shabaab ha attaccato un hotel di Mogadiscio uccidendo ventuno persone e ferendone oltre un centinaio. In seguito a questo attentato il presidente somalo Hassan Sheikh Mohamud ha annunciato una guerra totale nei confronti del gruppo terrorista. Il 23 ottobre successivo al-Shabaab ha attaccato un albergo a Chisimaio uccidendo otto persone. Per la giornata del 29 ottobre era stato organizzato al Jazeera Palace Hotel un incontro tra il Presidente Sheikh Mohamud, il Primo Ministro Hamza Abdi Barre ed altri importanti funzionari governativi per discutere della lotta al terrorismo.

## L'attentato
Alle 14:00 una prima autobomba è esplosa nei pressi del Ministero dell'Istruzione, presso un incrocio trafficato già teatro nell'ottobre di cinque anni prima di un sanguinosissimo attentato. All'arrivo delle ambulanze una seconda autobomba è detonata investendo così i soccorritori.
Secondo le autorità somale l'obbiettivo dell'attacco era l'incontro tra le massime autorità somale nel Jazeera Palace Hotel, situato ad un chilometro e mezzo dal luogo dell'esplosione. Dal momento che gli attentatori non erano riusciti a raggiungere l'albergo, avrebbero quindi ripiegato sul ministero dell'Istruzione. 
Al-Shabaab ha rivendicato l'attentato sostenendo che l'obbiettivo era il Ministero dell'Istruzione in quanto “base nemica” che riceve sostegno da Paesi non musulmani e “impegnata a far rinnegare ai bambini somali la fede islamica”.